# Ubuntu MATE
Ubuntu MATE je linuxová distribuce odvozená od operačního systému Ubuntu, na jehož základech staví. Jako grafické prostředí používá MATE. MATE je pokračováním desktopového prostředí GNOME starší řady 2, které bylo použito jako výchozí grafické prostředí ve starších verzích Ubuntu až do verze Ubuntu 10.10. Tímto tedy Ubuntu MATE navazuje na starší verze Ubuntu a cílí na uživatele Ubuntu, kteří byli spokojenější s tradičním rozhraním před příchodem nového rozhraní Unity či GNOME řady 3. Cílem Ubuntu MATE je stabilní, snadno použitelný operační systém s nastavitelným pracovním prostředím a tradičním pojetím pracovní plochy. Ubuntu MATE je od verze 15.04 oficiálně podporovanou odnoží Ubuntu.

## Historie verzí

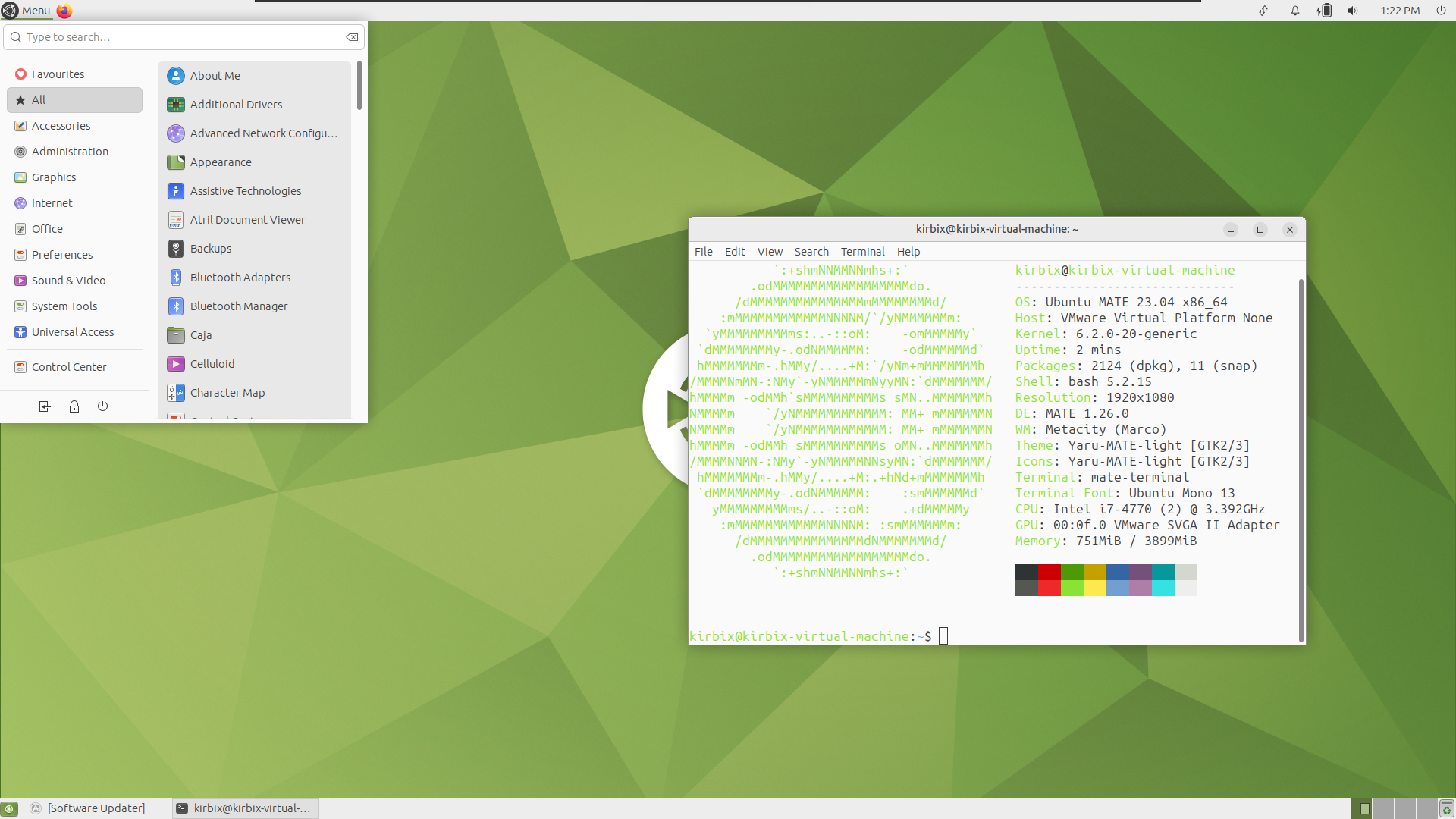
Ubuntu MATE 23.04

Prvním vydáním bylo Ubuntu MATE 14.10. Později byla zpětně vydána i verze Ubuntu MATE 14.04, založená na Ubuntu 14.04, která měla víceletou podporu, podobně jako ji mají jiné deriváty Ubuntu. Verze 15.04 byla první verzí, která získala status oficiální odnože Ubuntu. Verze 16.04 byla první standardně vydanou LTS verzí.

## Verze
Každých šest měsíců je uveřejněná nová verze Ubuntu MATE a má svoje kódové jméno a číslo. Číslo verze je založené na měsíci jejího uveřejnění, takže například 14.10 reprezentuje říjen 2014. Jedná se o tzv. standard Y.MM. Níže je seznam minulých a plánovaných verzí.
| Barva   | Význam            |
| ------- | ----------------- |
| Červená | Verze bez podpory |
| Zelená  | Verze s podporou  |
| Modrá   | Budoucí verze     |

| Verze     | Datum verze        | Kódový název                            | Poznámka                                                                     |
| --------- | ------------------ | --------------------------------------- | ---------------------------------------------------------------------------- |
| 14.04 LTS | 11. listopadu 2014 | Trusty Tahr (věrný tahr)                | dlouhodobá podpora, zpětně vydaná verze                                      |
| 14.10     | 23. října 2014     | Utopic Unicorn (vysněný jednorožec)     |                                                                              |
| 15.04     | 23. dubna 2015     | Vivid Vervet (čilý kočkodan)            | první verzí jako oficiální odnož Ubuntu                                      |
| 15.10     | 22. října 2015     | Wily Werewolf (mazaný vlkodlak)         |                                                                              |
| 16.04 LTS | 21. dubna 2016     | Xenial Xerus (přátelská veverka)        | dlouhodobá podpora                                                           |
| 16.10     | 13. října 2016     | Yakkety Yak (užvaněný jak)              |                                                                              |
| 17.04     | 13. dubna 2017     | Zesty Zapus (energická myška)           |                                                                              |
| 17.10     | 19. října 2017     | Artful Aardvark (mazaný hrabáč)         |                                                                              |
| 18.04 LTS | 26. dubna 2018     | Bionic Beaver (bionický bobr)           | dlouhodobá podpora                                                           |
| 18.10     | 18. října 2018     | Cosmic Cuttlefish (kosmická sépie)      |                                                                              |
| 19.04     | 18. dubna 2019     | Disco Dingo (disco dingo)               |                                                                              |
| 19.10     | 17. října 2019     | Eoan Ermine (úsvitný hranostaj)         |                                                                              |
| 20.04 LTS | 23. dubna 2020     | Focal Fossa (ostrozraká fosa)           | dlouhodobá podpora                                                           |
| 20.10     | 22. října 2020     | Groovy Gorilla (skvělá gorila)          |                                                                              |
| 21.04     | 22. dubna 2021     | Hirsute Hippo (huňatý hroch)            | nový výchozí grafický motiv Yaru, starý motiv Ambiant je udržovaný komunitně |
| 21.10     | 14. října 2021     | Impish Indri (rošťácký lemur)           |                                                                              |
| 22.04 LTS | 21. dubna 2022     | Jammy Jellyfish (šťastná medúza)        | dlouhodobá podpora                                                           |
| 22.10     | 20. října 2022     | Kinetic Kudu (pohyblivá antilopa)       |                                                                              |
| 23.04     | 20. dubna 2023     | Lunar Lobster (měsíční humr)            |                                                                              |
| 23.10     | 12. října 2023     | Mantic Minotaur (jasnozřivý Minotaurus) |                                                                              |
| 24.04 LTS | 25. dubna 2024     | Noble Numbat (vznešený mravencojed)     | dlouhodobá podpora                                                           |
| 24.10     | říjen 2024         | Oracular Oriole                         |                                                                              |

### Dlouhodobá podpora (LTS)
Jednou za dva roky vychází verze s dlouhodobou podporou (LTS - Long-Term Support), což je verze s 36měsíční podporou. Standardní verze, které vycházejí v půlročních cyklech mají délku podpory 9 měsíců.
Poslední vydaná verze LTS je 24.04.

## Programové vybavení
Výchozími aplikacemi Ubuntu MATE jsou webový prohlížeč Firefox, e-mailový klient Evolution (ve starších verzích Thunderbird), kancelářský balík LibreOffice, hudební přehrávač Rhythmbox, správce fotografií Shotwell nebo multimediální přehrávač Celluloid (ve starších verzích VLC). A běžné součásti pracovního prostředí MATE jako je správce souborů, prohlížeč obrázků, prohlížeč dokumentů, správce archivů, textový editor.

## Hardwarové požadavky
Ubuntu MATE momentálně podporuje architekturu AMD64. Pro zapnutí desktopových efektů je potřebná podporovaná GPU. Ubuntu MATE je také k dispozici pro Raspberry Pi.
| Požadavky na hardware    | Minimální              | Doporučené             |
| ------------------------ | ---------------------- | ---------------------- |
| Procesor (x86)           | Core 2 Duo             | Core i3                |
| Operační paměť           | 1 GB                   | 4 GB                   |
| Pevný disk (volné místo) | 8 GB                   | 16 GB                  |
| Rozlišení                | 1 024 × 768 nebo vyšší | 1 440 × 900 nebo vyšší |